# 810-й отдельный разведывательный артиллерийский дивизион
810-й отдельный разведывательный артиллерийский Мозырьский Краснознамённый орденов Богдана Хмельницкого и Адександра Невского дивизион Резерва Главного Командования — воинское формирование Вооружённых Сил СССР, принимавшее участие в Великой Отечественной войне.
Сокращённое наименование — 810-й орадн РГК.

## История
В действующей армии с 27.07.1942 по 09.05.1945.
В ходе Великой Отечественной войны вёл артиллерийскую разведку в интересах артиллерии соединений и объединений  Донского,  Центрального,  Белорусского и 1-го Белорусского фронтов.

## Состав
- Штаб
- Хозяйственная часть
- Батарея звуковой разведки (БЗР)
- Батарея топогеодезической разведки (БТР)
- Взвод оптической разведки (ВЗОР)
- Фотограмметрический взвод (ФВ)
- Артиллерийский метеорологический взвод (АМВ) (с января 1943 года передан в штабную батарею УКАрт армии)
- Хозяйственный взвод

С октября 1943 года штат 08/555
- Штаб
- Хозяйственная часть
- 1-я Батарея звуковой разведки (1-я БЗР)
- 2-я Батарея звуковой разведки (2-я БЗР)
- Батарея топогеодезической разведки (БТР)
- Взвод оптической разведки (ВЗОР)
- Фотограмметрический взвод (ФВ)
- Хозяйственный взвод

## Подчинение
| Дата                 | Фронт                               | Армия      | Корпус | Дивизия | Бригада | Примечания |
| -------------------- | ----------------------------------- | ---------- | ------ | ------- | ------- | ---------- |
| 27.07.42 -02.22.43г. | Донской фронт                       | 24-я армия | -      | -       | -       | -          |
| 23.02.43 -23.8.43г   | Центральный фронт                   | 65-я армия | -      | -       | -       | -          |
| 26.08.43-24.02.44г.  | Центральный фронт Белорусский фронт | 48-я армия | -      | -       | -       | -          |
| 24.02.-01.07.44г     | 1-й Белорусский фронт               | -          | -      | -       | -       | -          |
| 10.07.44-10.08.44г   | 1-й Белорусский фронт               | 47-я армия | -      | -       | -       | -          |
| 30.08.44-31.12.44г   | 1-й Белорусский фронт               | 65-я армия | -      | -       | -       | -          |
| 01.01.45-03.02.45г   | 1-й Белорусский фронт               | 33-я армия | -      | -       | -       | -          |
| 10.02.45-04.04.45г   | 1-й Белорусский фронт               | 69-я армия | -      | -       | -       | -          |
| 04.04.45-09.05.45г   | 1-й Белорусский фронт               | -          | -      | -       | -       | -          |

## Командование дивизиона
Командир дивизиона
- майор Соловьёв Сергей Яковлевич
- капитан, майор Буров Назар Авдиевич

Начальник штаба дивизиона
- капитан Зиньковский Иван Петрович
- ст. лейтенант, капитан  Волошин Михаил Трофимович

Заместитель командира дивизиона по политической части
- капитан Бородянский Рувим Зельманович
- майор Бондаренко Андрей Васильевич
- майор Орлихин Петр Михайлович

Помощник начальника штаба дивизиона
- ст. лейтенант Янченков Фёдор Семёнович
- ст. лейтенант Фурта Афанасий Васильевич

Помощник командира дивизиона по снабжению
- капитан Орлов Фёдор Дмитриевич

## Командиры подразделений дивизиона
Командир  БЗР(до октября 1943 года)
- капитан Боначич Игорь Антонович

Командир 1-й БЗР
- капитан Боначич Игорь Антонович
- ст. лейтенант Майзоне Моисей Марсельевич

Командир 2-й БЗР
- ст. лейтенант, капитан Грабарник Григорий Яковлевич

Командир БТР
- лейтенант Панфилов Александр Иванович
- капитан Янченков Фёдор Семёнович
- ст. лейтенант Липёнкин Ефим Георгиевич

Командир ВЗОР
- ст. лейтенант Фурта Афанасий Васильевич
- ст. лейтенант Гаврашенко Василий Иванович

Командир ФГВ
- ст. лейтенант Кузнецов Константин Александрович

## Награды и почётные наименования
| Награды и наименования           | дата          | за что получена |
| -------------------------------- | ------------- | --- |
| Почетное наименование Мозырьский | 15.01.1944 г. | присвоено приказом Верховного Главнокомандующего № 07 от 15 января 1944 года за образцовое выполнение боевых задач, за освобождение городов Мозырь и Калинковичи                                                                                     |
| Орден Красного Знамени           | 09.08.1944 г. | награжден указом Президиума Верховного Совета СССР за образцовой выполнение заданий командования в боях при прорыве обороны немцев западнее Ковель и проявленные при этом доблесть и мужество.                                                       |
| Орден Александра Невского        | 19.02.1945 г. | награжден указом Президиума Верховного Совета СССР за образцовой выполнение заданий командования в боях при прорыве обороны немцев южнее Варшавы и проявленные при этом доблесть и мужество.                                                         |
| Орден Богдана Хмельницкого       | 11.06.1945 г. | награжден указом Президиума Верховного Совета СССР за образцовой выполнение заданий командования в боях с немецкими захватчиками при ликвидации группы немецких войск , окружённой юго-восточнее Берлина и проявленные при этом доблесть и мужество. |